# توكوغاوا إييسادا
توكوغاوا إييسادا (باليابانية: 徳川 家定) عاش في الفترة بين (6 مايو 1824 - 14 أغسطس 1858) كان الشوغون الثالث عشر في شوغونية توكوغاوا والذي حكم في الفترة بين 1853 حتى 1858. كان إييسادا ضعيفا جسديا ولا يناسب لشغل منصب الشوغون في الأحداث التي كانت تعصف بالبلاد، حيث شهدت فترة حكمه بداية فترة باكوماتسو.